# Ланчано
Ланча̀но (на италиански: Lanciano, на местен диалект Langiànë, Ланджанъ) е град и община в Южна Италия, провинция Киети, регион Абруцо. Разположен е на 275 m надморска височина. Населението на общината е 35 531 души (към 2013 г.).

## Спорт
Представителният футболен отбор на града се казва СС Виртус Ланчано 1924.